# Halász József (ügyvéd)
Halász József (Balkány, Szabolcs megye, 1803. március 23. – Nagyvárad, 1886. április 27.) ügyvéd.

## Élete
Halász István református lelkész és Balassy Erzsébet nemes szülők fia. Jogi tanulmányait Debrecenben végezte (ahol 1818-ban lépett a felsőbb osztályokba); azután pár évig Deésy György szolgabiró mellett dolgozott. 1831. november 25-én Koós Judittal kelt egybe és Nagyváradon telepedett le, ahol gyakorló ügyvéd lett. Berettyószentmárton mellett birtokot szerzett, melyet nevéről Halásztanyának hívnak. A szabadságharc után mezei gazdaságának élt. Később a gazdálkodást is megunván, Nagyváradra vonult vissza, ahol a közügyeknek és az irodalomnak élt. Bihar vármegye megválasztotta táblabírájának; a nagyváradi függetlenségi és 48-as kör elnöke és az ottani református hitközség főgondnoka volt. Koporsója felett Révész Bálint püspök mondott emlékbeszédet.
Cikkeí a Napkeletben (1857. Nagyvárad leírása), a Vasárnapi Ujságban (1856. Népszerű életkérdések: a magyar birtokosok elszegényülése, 1862. Szózat a honi dalárdák érdekében), a Nagyváradban (1870-76), a Biharban (1871-83), a nagyváradi Szabadságban (1875-80) és a Debreczenben (1881), melyek többnyire vezérczikkek, összesen 397.

## Munkája
- Erkölcstan példákban. Összegyűjté Schnell János Péter Lajos. Családi és iskolai használatra németből fordítá és Kalauz az «Erkölcstan példákban» cz. könyv használatánál. Pest, 1873. (A verseket a munkához magyarította fia, Halász Kálmán, aki mérnök volt a Bihar megyei Mezőkeresztesen, aki 1881-ben a Biharban tett közzé költeményeket, öccsének Halász Bélának gyászemlékére 1881. jún. 16. írt költeménye pedig a Biharmegyei Lapokban jelent meg.)